# Sinclair Hill
Sinclair Hill, nato Gerard Sinclair Hill (Londra, 10 giugno 1894 – Londra, 13 marzo 1945), è stato un regista e sceneggiatore inglese che iniziò a lavorare per il cinema nel 1920.
Il suo film The Cardinal (1936) venne presentato alla Mostra del Cinema di Venezia.

## Filmografia

### Regista
- The Tidal Wave (1920)
- The Place of Honour (1921)
- The Mystery of Mr. Bernard Brown
- One Week to Live
- The Lonely Lady of Grosvenor Square (1922)
- Half a Truth
- The Truants
- The Experiment (1922)
- Expiation (1922)
- The Nonentity
- Open Country
- The Indian Love Lyrics
- The Lonely Lady of Grosvenor Square (1922)
- Half a Truth
- A Gentleman of Paris (1931)
- Le sorprese del divorzio (The First Mrs. Fraser), co-regia Thorold Dickinson (1932)
- The Cardinal (1936)
- The Gay Adventure (1936)
- Take a Chance (1937)
- Fuoco a mezzanotte (Midnight Menace) (1937)
- Command Performance (1937)
- Follow Your Star